# 石川県道275号与呂見藤波線
石川県道275号与呂見藤波線（いしかわけんどう275ごう よろみふじなみせん）とは、石川県輪島市と同県鳳珠郡能登町とを結ぶ一般県道（石川県道）である。

## 概要
- 起点：石川県輪島市三井町与呂見奈之部137番地先（＝石川県道37号輪島山田線交点）
- 終点：石川県鳳珠郡能登町字藤波17字3番1地先（＝国道249号交点）

輪島市三井町与呂見（よろみ）地区と鳳珠郡能登町藤波地区を結ぶ。輪島市三井町与呂見地区は、輪島市街地の東南に位置し、河原田川水系の支川である仁行川の最上流部にあたる。起点は、その与呂見地区でも最東端部にあたる上与呂見にある。970m進んだ地点で、輪島市と能登町の市町境となる。能登町当目地区（旧鳳至郡柳田村当目）の兜地（かぶとじ）からは石川県道26号珠洲穴水線、石川県道57号内浦柳田線と重複する。能登町神和住（かみわずみ）地区からは単独区間となり、南へ進む。峠を越えると能登町曽又（旧鳳至郡能都町）から先は鶴町地区と呼ばれ、曽々木海岸へと流れ出る二級水系町野川の上流部の神野川流域の盆地である。宇加塚峠（うかつかとうげ）を越えると、日本海に面した能登町役場のある宇出津地区に入り、終点に至る。

## 歴史
- 1960年（昭和35年）10月15日：路線認定。

## 接続道路
- 石川県道37号輪島山田線（輪島市三井町与呂見：起点）
- 石川県道26号珠洲穴水線（鳳珠郡能登町当目）
- 石川県道26号珠洲穴水線、石川県道57号内浦柳田線（珠洲道路）（能登町当目）
- 能登町道鶴町桜峠線（能登町当目）
- 石川県道57号内浦柳田線（珠洲道路）（能登町神和住・神和住交差点）
- 石川県道288号鈴ヶ嶺矢波線（能登町鶴町・鶴町交差点）
- 国道249号（能登町藤波：終点）

## 重複区間
- 石川県道26号珠洲穴水線（鳳珠郡能登町当目（兜地） - 同町当目（尻目））
- 石川県道57号内浦柳田線（能登町当目（尻目） - 同町神和住・神和住交差点）

## 道の駅
- 桜峠（石川県道57号内浦柳田線との重複区間）

## 通過する自治体
- 石川県
  - 輪島市 - 鳳珠郡能登町